# Colman's
Colman's est une entreprise britannique de moutarde et de condiments. Elle est basée à Norwich dans le Norfolk.

## Histoire

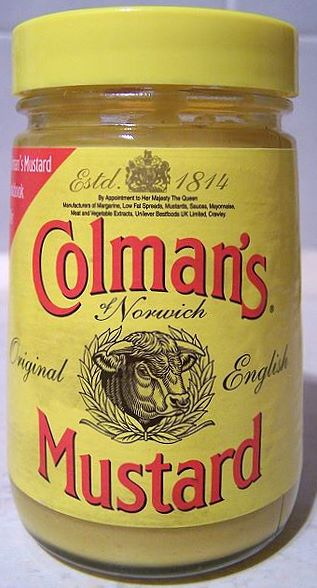
Pot de moutarde Colman's.

Colman's of Norwich a été fondée sous le nom J. & J. Colman en 1814 par Jeremiah Colman et est l'une des plus anciennes marques alimentaires encore en activité. C'est en 1855 que l'entreprise a adopté son étiquette distinctive jaune portant un logotype en forme de tête de taureau. En 1866, elle obtient le Royal Warrant comme fournisseur pour la reine Victoria.
L'entreprise fait partie de l'histoire de Norwich car elle fut l'une des premières à agir socialement pour ses employés. En 1857, une école a été ouverte pour les enfants des employés et en 1864, une infirmière était payée par l'entreprise pour s'occuper des enfants malades du personnel.
En 1899, elle lance le condiment Savora.
En 1903, l'entreprise racheta son concurrent Keen Robinson & Company et en 1938, elle fusionna avec Reckitts pour former Reckitt & Colman, désormais devenue Reckitt Benckiser après une scission.
Colman's est depuis 1995 la propriété du groupe Unilever.
La recette typique de Colman's est basée sur un mélange de moutarde brune et blanche.